# Año Cero
Año Cero é uma banda cristã argentina da gravadora ReyVol Records.

## Biografia
Año Cero começou a tocar em bares e pubs argentinos, no ano de 2001 saiu seu primeiro álbum chamado "Tiempo de Descuento", criando uma certa fama, depois foi dado mais um passo, apos 6 anos tocando a banda assina com a gravadora ReyVol Records, com este apoio Año Cero toca junto com a banda Rojo do México logo quando eles tocam pela primeira vez em solo argentino, fortalecendo assim como uma banda cristã, conhecida em toda América Latina, com a ReyVol Año Cero lança ainda o segundo álbum "Plastico Corazon" e no ano de 2007 "Siempre Más".

## Membros
- Christian Sanchis - vocal e guitarra
- Maximiliano Bongarra - guitarra
- Sebastián "turco" Olguín - baixo
- Ariel Pérez - Bateria
- Martín “tincho” López - teclado